# Parti pour le progrès et la concorde
Pour les articles homonymes, voir PPC.
Le Parti pour le progrès et la concorde (PPC) est un parti politique rwandais fondé le 22 juin 2003 par Christian Marara et regroupant alors bon nombre de membres du Mouvement démocratique républicain (MDR), l'ancien parti à dominante hutue dissous quelques semaines avant le scrutin présidentiel.

## Élections législatives de 2008
Lors des élections législatives de 2008, le PPC fait partie d'une coalition de six petits partis formée par le Front patriotique rwandais (FPR), parti majoritaire. Le FPR et ses alliés recueillent 78,77 % des voix, remportant 42 des 53 sièges attribués au scrutin direct.

## Élection présidentielle de 2010
Lors de l'élection présidentielle de 2010 qui confirme Paul Kagame dans ses fonctions, la candidate du PPC était à nouveau Alvera Mukabaramba, sénatrice et seule femme en lice.